# On Thin Ice
On Thin Ice es el primer episodio y estreno de la tercera temporada de la serie de drama y ciencia ficción de TNT, Falling Skies; fue escrito por Remi Aubuchon y dirigido por Greg Beeman y salió al aire el 9 de junio de 2013 en Estados Unidos, como parte del estreno de dos horas junto a Collateral Damage.
Siete meses después de la llegada de la 2nd Mass a Charleston, Tom ha sido elegido para un cargo político y la resistencia continúa combatiendo a los invasores alienígenas. La decisión de Tom de crear una alianza con los Skitters rebeldes crea tensión y las sospechas sobre un espía dentro de la resistencia aumentan. Mientras tanto, Hal lucha contra pesadillas tan reales que tiene dificultades para saber si está dormido o despierto y Anne y Tom se preparan para la llegada de su bebé.

## Argumento
Siete meses después de los sucesos que tuvieron lugar en el final de la temporada pasada, Weaver, Jeanne y Matt se encuentran en una mina custodiada por Mechs y Skitters con la misión de salvar a los niños con arneses, entre los que se encuentra Diego, el novio de Jeanne. Después de que Matt coloca algunos dispositivos y tras detonarlos, la onda de sonido desestabiliza al Mech y Maggie, Hal, Pope y el resto de los Berserkes entran en acción y comienzan a dispararles. Mientras tanto, Ben y Denny atacan a los dos Skitters que se encontraban en la entrada de la mina y Maggie, Anthony y Jeanne comienzan a subir a los chicos con arnés a su camión para llevarlos a Charleston. Cuando Weaver y Pope comienzan a festejar su victoria, dos Mega Mechs se hacen presentes y comienzan a disparar en contra de la resistencia, así como una multitud de Skitters que permanecían ocultos en la mina, sale y atacan a Denny y Ben, quien alcanza a mandar un mensaje con su arnés a los Skitters rebeldes, quienes acuden en su ayuda. Finalmente, Tom y Cochise aparecen y logran destruir a los Mega Mechs con la ayuda de armas que han sido modificadas con la tecnología que los nuevos alienígenas, a quienes llaman Volns, le han proporcionado a la resistencia.
De regreso en Charleston, se revela que Hal está paralizado de las piernas a causa del gusano que Karen le implantó y que en algún momento estuvo paralizado del cuello para abajo. Los chicos con arneses son llevados con la doctora Glass, quien luce un avanzado embarazo y utiliza una nueva técnica para retirar los arneses, con ayuda de la tecnología de los Volm. Tom tiene una reunión con el General Bressler y los Coroneles Weaver y Porter, así como con Cochise, Hal, Ben y el líder de los Skitters rebeldes y se plantea la posibilidad de que haya un espía pasando información de los movimientos de la resistencia a los Overlords. Inmediatamente, el General Bressler culpa a los Skitters pero Tom descarta esa posibilidad y ordena abrir una línea de investigación para dar con el espía, para tal cosa,  pone a cargo al Doctor Manchester.
Hal se ve caminando en el bosque en donde se encuentra con Karen y se besan apasionadamente. Poco después, Hal despierta en su cama junto Maggie, quien nota que está un poco alterado por la pesadilla que tuvo y le comenta que debería contárselo a Anne pero Hal se muestra renuente a decírselo a alguien y se molesta con ella. Más tarde, cuando Hal realiza sus ejercicios de rehabilitación, Lourdes se acerca a Maggie para comentar sobre el avance que él está teniendo y Maggie aprovecha la oportunidad para comentarle a Lourdes sobre las pesadillas que el chico está teniendo. Lourdes le asegura a Maggie que no hay nada mal con Hal pues todos los estudios que le han realizado han salido bien, sin embargo, esto no parece tranquilizar a Maggie. Después de que Lourdes deja sola a Maggie, Hal se disculpa con ella por haberse comportado como un "idiota" con ella más temprano.
Ben se acerca a su padre y le cuenta que el líder de los Skitters rebeldes solicita una reunión en privado con él, Tom accede a encontrarse con él. En la reunión, hablando a través de Ben, el líder rebelde, le dice a Tom y a Weaver que ha sido informado que los Espheni planean atacar nuevamente Charleston y que ahora tienen un líder mucho más peligroso y despiadado y que este líder es humano. Tom y Weaver deducen que se trata de Karen. De vuelta en Charleston, Arthur Manchester se reúne con Anthony y le pide, debido a su experiencia como agente encubierto en el equipo de narcóticos en el que sirvió antes de la invasión, que lo ayude a reducir una lista de cerca e cincuenta sospechosos que podrían ser el espía.
Anne rompe fuente y Matt va enbusca de su padre para informarle que Anne está a punto de dar a luz. Tom corre hacia el área del hospital pero es interceptado por Arthur, quien le comenta que tiene varios sospechosos pero Tom le pide dejar el tema para más tarde ya que está a punto de ser padre, Arthur accede a una reunión más tarde. Tom y sus hijos junto a Maggie, esperan la llegada del bebé de Anne pero ella les dice que puede tardar ya sólo rompió fuente. Mientras tanto, Arthur se encuentra en su oficina cuando alguien a quien la audiencia no puede ver llega y abre la puerta, Arthur se sorprende al verlo, entonces, el desconocido le apunta con un arma y Arthur deduce que se trata del espía, en seguida, el espía le dispara con el arma que ha sido modificada con tecnología Volm. Entonces, Marina Perlata, la asesora en el gobierno de Tom, le informa lo sucedido y el presidente ordena se abra una investigación para dar con el espía y asesino de Mánchester, ya que el arma con la que disparó es de uso exclusivo de los militares, también le ordena a Anthony seguir con la investigación de Arthur.
Finalmente, Anne da a luz a una bebé a quien llaman Alexis Denise Glass-Mason, Hal vuelve a encontrarse en el bosque con Karen, quien confirma que ahora es la líder de los Espheni y le cuenta a Hal que el insecto con el que lo infectó se alojó en su corteza cerebral y eso les permite estar siempre comunicados, ya que es lo que ella desea pues siempre ha creído que están hechos el uno para el otro y jamás debieron separarse, cuando Hal le recrimina el hecho que el parásito lo inmovilizó durante meses del cuello para abajo, ella le explica que se debe a que él se resiste a dicho parásito, pero que se diera cuenta que en ese momento estaba de pie con ella. Hal despierta de nuevo en su habitación y Maggie le pregunta sobre las pesadillas,  él le cuenta que esta vez durmió bien. Maggie busca las botas de Hal pero estas parecen haberse cambiado de lugar, cuando las encuentra, descubre en ellas rastros de lodo y hojas secas. Por otra parte, Weaver se muestra con dudas sobre la alianza que Tom mantiene con los Skitters rebeldes y los Volm, pues argumenta que al final de cuentas, ellos también son extraterrestres y no deberían estar luchando una guerra que solo le concierne a los humanos. Tom le pide que le acompañe y cuando están en un túnel del que Weaver no tenía conocimiento, se encuentran con Cochise, quien le revela a Weaver que están construyendo un arma que acabará de una vez por todas con la ocupación alienígena.

## Elenco
| - Noah Wyle como Tom Mason. - Moon Bloodgood como Anne Glass. - Will Patton como Coronel Weaver. - Drew Roy como Hal Mason. - Connor Jessup como Ben Mason. - Maxim Knight como Matt Mason. - Seychelle Gabriel como Lourdes Delgado. - Mpho Koahu como Anthony. - Sarah Sanguin Carter como Maggie. - Colin Cunningham como John Pope. - Doug Jones como Cochise. | - Brad Kelly como Lyle. - Luciana Carro como "Crazy" Lee. - Laci Mailey como Jeanne Weaver. - Hector Bucio Jr. como Diego. - Jared Keeso como Lars. - Megan Danso como Denny. - Jessy Schram como Karen Nadler. - Dale Dye como Coronel Porter. - Matt Frewer como General Bressler. - Gloria Reuben como Marina Perlata. - Terry O'Quinn como Arthur Manchester. |

## Recepción

### Recepción de la crítica
Chris Carabott de IGN dio una crítica positiva al episodio, calificándolo como grandioso y otorgándole una puntuación de 8.0; en donde señala la actitud de Pope y los Berserkers como el único punto negativo y resaltando la calidad de los efectos especiales, diciendo: "Con todo, "On Thin Ice" fue una muy sólida primera hora a pesar de estar agobiado por tener que poner a todos al tanto de lo sucedido en los siete meses anteriores. La única queja importante es Pope. Bueno, tal vez menos Pope y más sus compinches".

### Recepción del público
En Estados Unidos, On Thin Ice fue visto por 4.21 millones de espectadores, de acuerdo con Nielsen Media Research, convirtiéndose en el estreno de temporada con menor audiencia en la historia de la serie.